# Théâtre dramatique Maria-Iermolova
Le Théâtre dramatique Maria-Iermolova (ou simplement Théâtre Ermolova ; en russe : Моско́вский драмати́ческий теа́тр и́мени М. Н. Ермо́ловой), est une compagnie théâtrale moscovite, fondée en 1925. Le théâtre se situe au no 5/6, rue Tverskaïa, dans le district administratif central de la capitale. Il doit son nom à la fameuse comédienne russe Maria Ermolova (1853-1928).

## Historique
La salle de spectacle se trouve dans un ancien bâtiment de commerce nommé passage Postnikovski (Пассаж Постниковский) construit en 1886-1887, puis reconstruit à plusieurs reprises. Il est occupé, en 1929-1936, par le Théâtre Vsevolod Meyerhold, avant d'accueillir la troupe du théâtre Iermolova. Aujourd'hui, l'édifice est classé monument historique d'importance régionale.
La compagnie est fondée en 1925, par les élèves du studio dramatique du théâtre Maly. Il est décidé de lui donner le nom de l'actrice de théâtre Maria Iermolova qui approuve ce choix. En 1933, la troupe fusionne avec celle du théâtre-studio Lounatcharski, puis, en 1937, avec le studio de Nikolaï Khmeliov qui prend également la direction du théâtre.
Le théâtre s'installe à l'adresse actuelle en 1946. 
En 1970-1985, la troupe est dirigée par Vladimir Andreïev (ru).
De 2012 à 2021, la direction artistique est assurée par Oleg Menchikov qui fait partie de la troupe en 1985-1989,.